# Нотавасепе
Нотавасепе (англ. Notawasepe Potawatamie Reservation) — бывшая индейская резервация народа потаватоми. Была образована после заключения Чикагского мирного договора в 1821 году.
В августе 1821 года вожди потаватоми, оджибве и оттава подписали договор с правительством США, согласно которому индейцы уступали все земли на территории Мичиган к югу от реки Гранд-Ривер, за исключением нескольких небольших резерваций. Площадь вновь образованной резервации Нотавасепе, расположенной на берегу реки Сент-Джозеф, составила 10,36 км² (4 мили²). В сентябре 1827 года потаватоми уступили американским властям ещё несколько участков земли на юге Мичигана, а взамен площадь Нотавасепе была увеличена на 99 наделов.
После того как Эндрю Джексон в 1830 году подписал Закон о переселении индейцев, большинство потаватоми были депортированы со своих земель в районе Великих озёр в резервации, которые располагались на западе в регионе Великих равнин. В 1833 году резервация Нотавасепе была ликвидирована, а её жители переселены в восточную часть Территории Канзас.